# Żabnicokształtne
Żabnicokształtne, nogopłetwe (Lophiiformes) – rząd morskich ryb promieniopłetwych (Actinopterygii), charakteryzujących się wielką paszczą i obecnością wiciowatego wabika umieszczonego na głowie ryby. W zapisie kopalnym znane są z morskich osadów dolnego eocenu. Współcześnie występują w wodach oceanicznych strefy tropikalnej, subtropikalnej i umiarkowanej.

## Cechy charakterystyczne
Ciało większości żabnicokształtnych jest spłaszczone grzbietobrzusznie. Duża głowa zakończona szeroko rozwierającą się paszczą uzbrojoną w ostre zęby. Płetwy piersiowe zostały przekształcone w narząd ruchu umożliwiający pełzanie po dnie lub kępach roślin. Pierwszy promień płetwy grzbietowej niemal wszystkich gatunków znajduje się na głowie. Jest przekształcony w elastyczną wić (illicium) zakończoną wabikiem (esca), o różnym kształcie i budowie. Narząd ten wykorzystywany jest do wabienia ofiary. Znajdują się w nim narządy dotyku. U wielu gatunków brak płetw brzusznych. Otwory skrzelowe znajdują się zwykle za lub poniżej podstawy płetw piersiowych. Pęcherz pławny zamknięty lub nie występuje. Brak żeber i kości śródkruczej.

## Rozmnażanie
U większości gatunków żabnicokształtnych występuje skrajnie silny dymorfizm płciowy, który jednocześnie łączy się z ogólnym trybem życia i samym rozmnażaniem. Samce od samic różnią się pod wieloma względami, przede  wszystkim są wielokrotnie mniejsze i pozbawione wabika. Dodatkowo samce mają mocno zredukowany układ pokarmowy i nie są w stanie samodzielnie pobierać pokarmu. Jedyne dobrze rozwinięte zmysły to wzrok i węch.
Natychmiast po wykluciu samiec rozpoczyna poszukiwanie samicy. Ma na to ograniczony czas – jeśli jej nie znajdzie, padnie z głodu. Po znalezieniu samicy wgryza się w jej skórę, wypuszczając substancję rozpuszczającą tkankę. Ostatecznie samiec dosłownie przyrasta do miejsca gdzie się wgryzł. Jego układ krwionośny łączy się z tym samicy. Do tego wszystkie układy poza oddechowym i jądrami  (wedle niektórych źródeł zostają tylko jądra) zostają zredukowane do zera. Samiec żyje nadal tworząc na skórze samicy „narośl” będącą podręcznym bankiem spermy. U niektórych gatunków na samicy może żyć nawet kilku samców.

## Systematyka

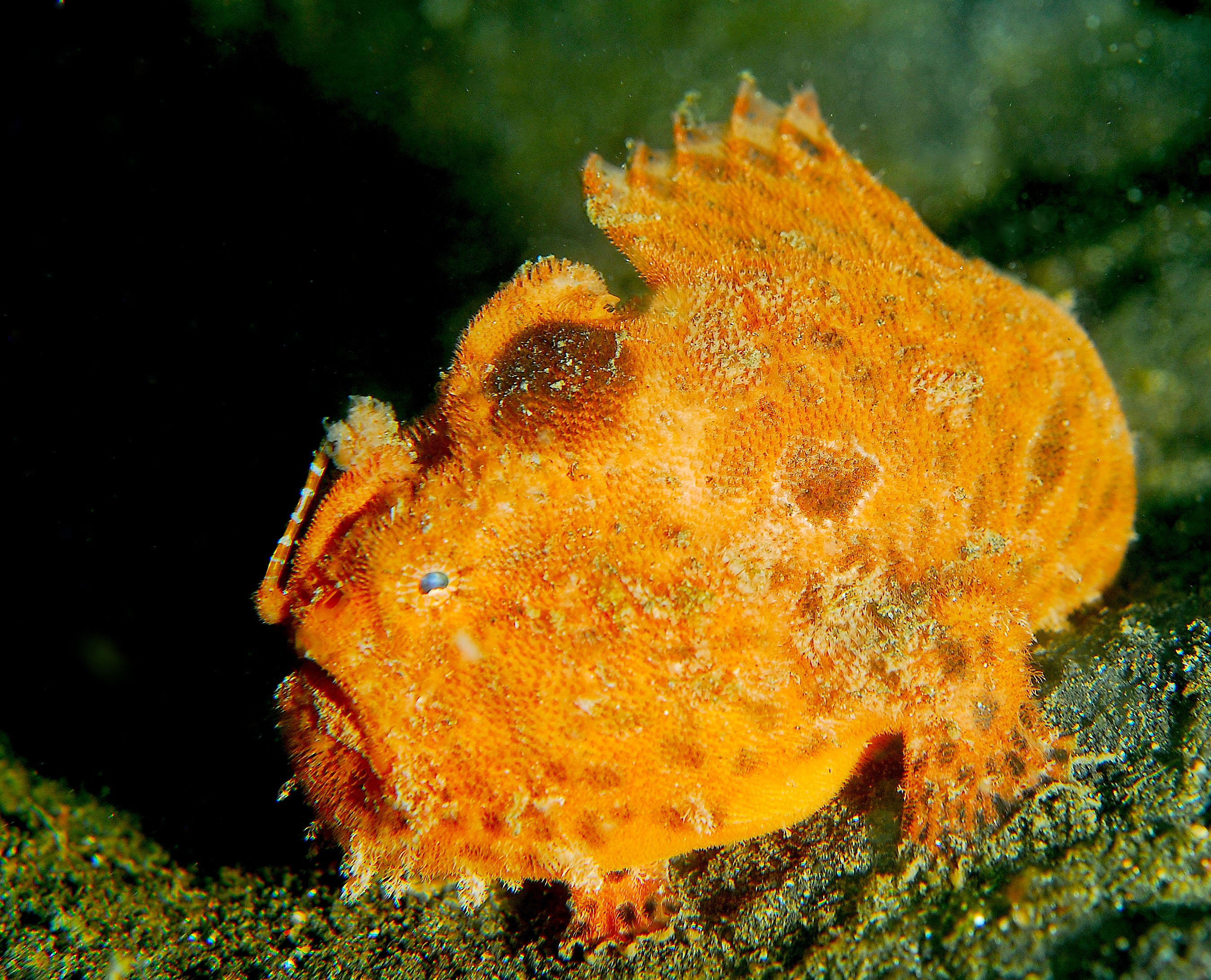
Przedstawiciel rodziny antenariusowatych

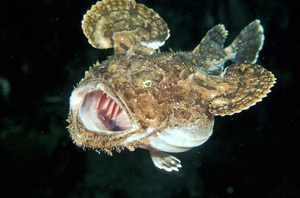
Żabnica (Lophius piscatorius)

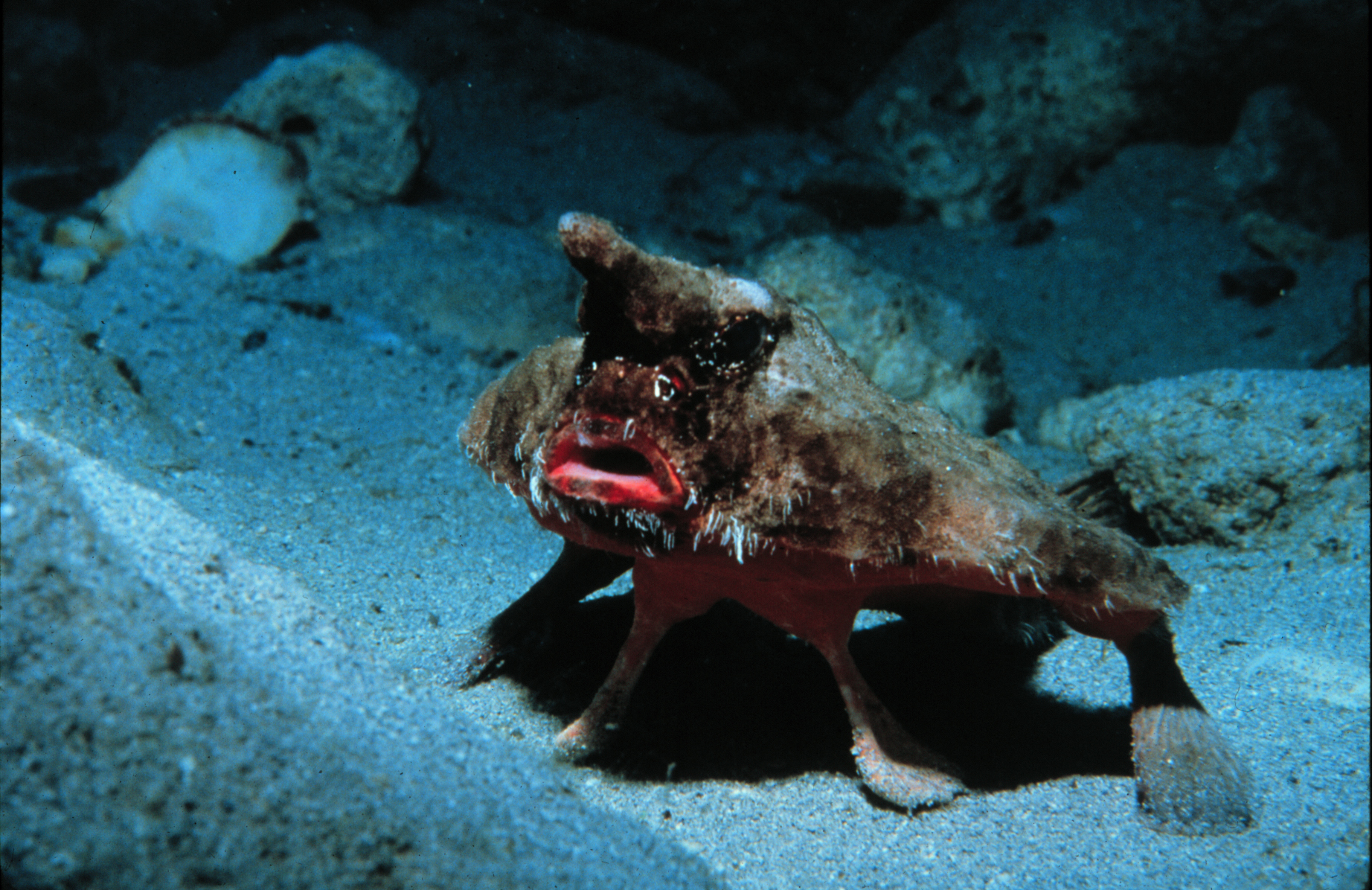
Ogcocephalus parvus

Rodziny zaliczane do żabnicokształtnych grupowane są w podrzędach: 
Lophioidei (żabnicowce) – najstarsza grupa, uważana za takson siostrzany pozostałych, żyją przy dnie w strefie sublitoralnej:
- Lophiidae – żabnicowate

Antennarioidei (antenariusowce, histrionowce) – występują na płytkim dnie litoralu, w gęstwinach wodorostów:
- Antennariidae – antenariusowate
- Tetrabrachiidae
- Lophichthyidae
- Brachionichthyidae

Ogcocephalioidei (maźnicowce) – w tym wyodrębniane czasem Ceratioidei (matronicowce) i Chaunacioidei – żyją w strefie batypelagialnej:
- nadrodzina Chaunacioidea:
  - Chaunacidae – chonaksowate
- nadrodzina Ogcocephalioidea:
  - Ogcocephalidae – ogackowate
- nadrodzina Ceratioidea – silnie zaznaczony dymorfizm płciowy, ryby głębinowe:
  - Caulophrynidae
  - Neoceratiidae
  - Melanocetidae
  - Himantolophidae – maszkarowate
  - Diceratiidae
  - Oneirodidae
  - Thaumatichthyidae
  - Centrophrynidae
  - Ceratiidae – matronicowate
  - Gigantactinidae
  - Linophrynidae